# Anna Murínová
Anna Murínová (* 14. November 1973 in Brezno) ist eine ehemalige slowakische Biathletin.
Anna Murínová, für den KB Osrblie startende Sportlehrerin, betreibt seit 1987 Biathlonsport. Sie debütierte 1993 als 25. in einem Einzel in Bad Gastein im Biathlon-Weltcup und gewann dabei gleich ihren ersten Weltcuppunkt. 1995 startete sie in Antholz bei ihren ersten Biathlon-Weltmeisterschaften. Bestes Ergebnis war ein vierter Platz mit der Staffel, den sie mit Martina Halinárová, Erika Lehotska und Soňa Mihoková erreichte. Auch ihr nächstes herausragendes Ergebnis erreichte sie bei Weltmeisterschaften. 1996 wurde sie im Teamwettbewerb von Ruhpolding Sechste. Von den Saisonen 1997/98 bis 2004/05 konnte sie achtmal in Folge Weltcuppunkte sammeln. In Osrblie hatte Murínová 1997 erneut gute Ergebnisse mit der Staffel als Siebte und als Vierte im Mannschaftswettbewerb. Auch bei den Olympischen Spielen 1998 in Nagano erreichte sie mit der Staffel erneut einen sehr guten vierten Platz und lief damit nur knapp an einer Medaille vorbei. Doch auch im Sprint schaffte sie mit einem neunten Platz ihre erste Platzierung unter den Top 10.
Im Weltcup erreichte Murínová erstmals 2000 in Ruhpolding als Sprint-Sechste ein Top-Ten-Ergebnis. Bestes Ergebnis der Saison, in der sie 21-mal in die Punkteränge laufen konnte und am Ende 17. der Gesamtwertung wurde, war ein fünfter Platz im Sprint von Östersund. Auch die Europameisterschaften des Jahres verliefen für die Slowakin sehr positiv. In Zakopane gewann sie Staffelgold. Ihr nächstes gutes WM-Ergebnis erreichte sie 2001 als Zehnte im Einzel von Pokljuka. Trotzdem erlief Murínová bei Großereignissen meist in den Staffeln ihre besten Ergebnisse. So auch bei ihren zweiten Olympischen Winterspielen 2002 in Salt Lake City. Hier belegte die slowakische Staffel den fünften Platz. Ihr bestes Einzelergebnis erreichte Murínová 2004 bei einem Einzel in Antholz als Drittplatzierte. Im Sommer des Jahres trat sie auch bei den Weltmeisterschaften im Sommerbiathlon in Osrblie an und gewann Staffelbronze. Ein Jahr später erreichte die Slowakin bei den Weltmeisterschaften 2005 in Hochfilzen als 25. im Einzel und Sechste mit der Staffel ihre letzten guten Ergebnisse bei einem Großereignis. Ihre neunten Weltmeisterschaften sollte ihre letzte werden. Letztes Großereignis waren die Olympischen Spiele 2006 in Turin, wo die mittlerweile in die Jahre gekommene Staffel als Zehntplatzierte nur noch bedingt überzeugen konnte.

## Biathlon-Weltcup-Platzierungen
Die Tabelle zeigt alle Platzierungen (je nach Austragungsjahr einschließlich Olympische Spiele und Weltmeisterschaften).
- 1.–3. Platz: Anzahl der Podiumsplatzierungen
- Top 10: Anzahl der Platzierungen unter den ersten zehn (einschließlich Podium)
- Punkteränge: Anzahl der Platzierungen innerhalb der Punkteränge (einschließlich Podium und Top 10)
- Starts: Anzahl gelaufener Rennen in der jeweiligen Disziplin
- Staffel: inklusive Mixed-Staffel

| Platzierung | Einzel | Sprint | Verfolgung | Massenstart | Team | Staffel | Gesamt |
| ----------- | ------ | ------ | ---------- | ----------- | ---- | ------- | ------ |
| 1. Platz    |        |        |            |             |      |         |        |
| 2. Platz    |        |        |            |             |      |         |        |
| 3. Platz    | 1      |        |            |             |      | 1       | 2      |
| Top 10      | 4      | 4      |            |             | 1    | 32      | 41     |
| Punkteränge | 21     | 28     | 29         | 10          | 2    | 43      | 133    |
| Starts      | 47     | 95     | 50         | 10          | 2    | 45      | 249    |